# Salvatore Commesso
Salvatore Commesso (Torre del Greco, Campània, 28 de març de 1975) és un ciclista italià, ja retirat, professional des del 1998 al 2010.
Anomenat Totò, començà a destacar en categories inferiors, on guanyà el Giro del Mendrisiotto de 1996, el Campionat d'Europa en ruta sub-23 i la medalla d'or en la cursa en ruta als Jocs del Mediterrani del mateix any. Com a professional destaquen dues victòries d'etapa al Tour de França, una el 1999 i una altra el 2000 i dues edicions del Campionat d'Itàlia de ciclisme en ruta, el 1999 i 2002.

## Palmarès
- 1996
  - 1r al Giro del Mendrisiotto
  - Vencedor de 2 etapes del Girobio
- 1997
  - Campió d'Europa en ruta sub-23
- 1998
  - Vencedor d'una etapa del Giro del Cap
- 1999
  -  Campió d'Itàlia en ruta
  - 1r al Gran Premi Nobili Rubinetterie
  - Vencedor d'una etapa al Tour de França
- 2000
  - Vencedor d'una etapa al Tour de França
- 2001
  - Vencedor de 2 etapes a la Volta a Portugal
- 2002
  -  Campió d'Itàlia en ruta
  - 1r al Trofeu Matteotti
  - 1r al Critèrium dels Abruzzos
- 2008
  - Vencedor d'una etapa a la Volta a Luxemburg

### Resultats al Tour de França
- 1999. 38è de la classificació general. Vencedor d'una etapa
- 2000. 72è de la classificació general. Vencedor d'una etapa
- 2003. 81è de la classificació general
- 2004. 124è de la classificació general
- 2005. 101è de la classificació general
- 2006. 56è de la classificació general

### Resultats al Giro d'Itàlia
- 2007. 55è de la classificació general

### Resultats a la Volta a Espanya
- 1998. 53è de la classificació general
- 1999. 68è de la classificació general
- 2001. 135è de la classificació general